# آکودی‌باشوو
آکودی‌باشوو (انگلیسی: Akudibashevo) یک شهرک در شهرستان بیرسکی باشقیرستان کشور روسیه است.